# Tim Ohlbrecht
Tim Ohlbrecht, né le 30 août 1988 à Wuppertal, en Allemagne de l'Ouest, est un joueur allemand de basket-ball, évoluant aux postes d'ailier fort et de pivot. 